# (730) Athanasia
Pour les articles homonymes, voir Athanasia.
(730) Athanasia est un astéroïde de la ceinture principale découvert le 10 avril 1912 par l'astronome autrichien Johann Palisa.
Sa désignation provisoire était 1912 OK.